# 台山公園

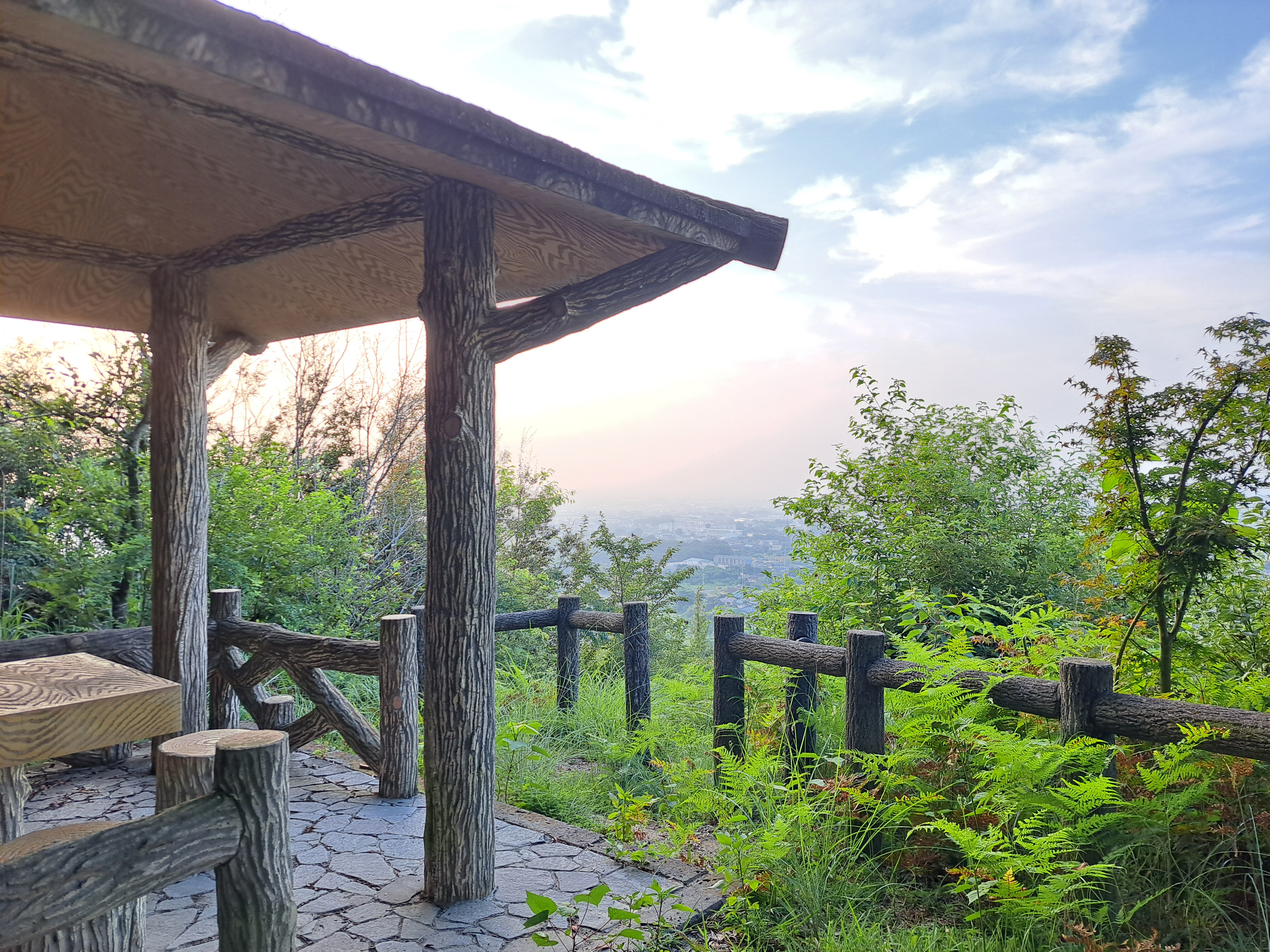
台山公園にある休憩所。

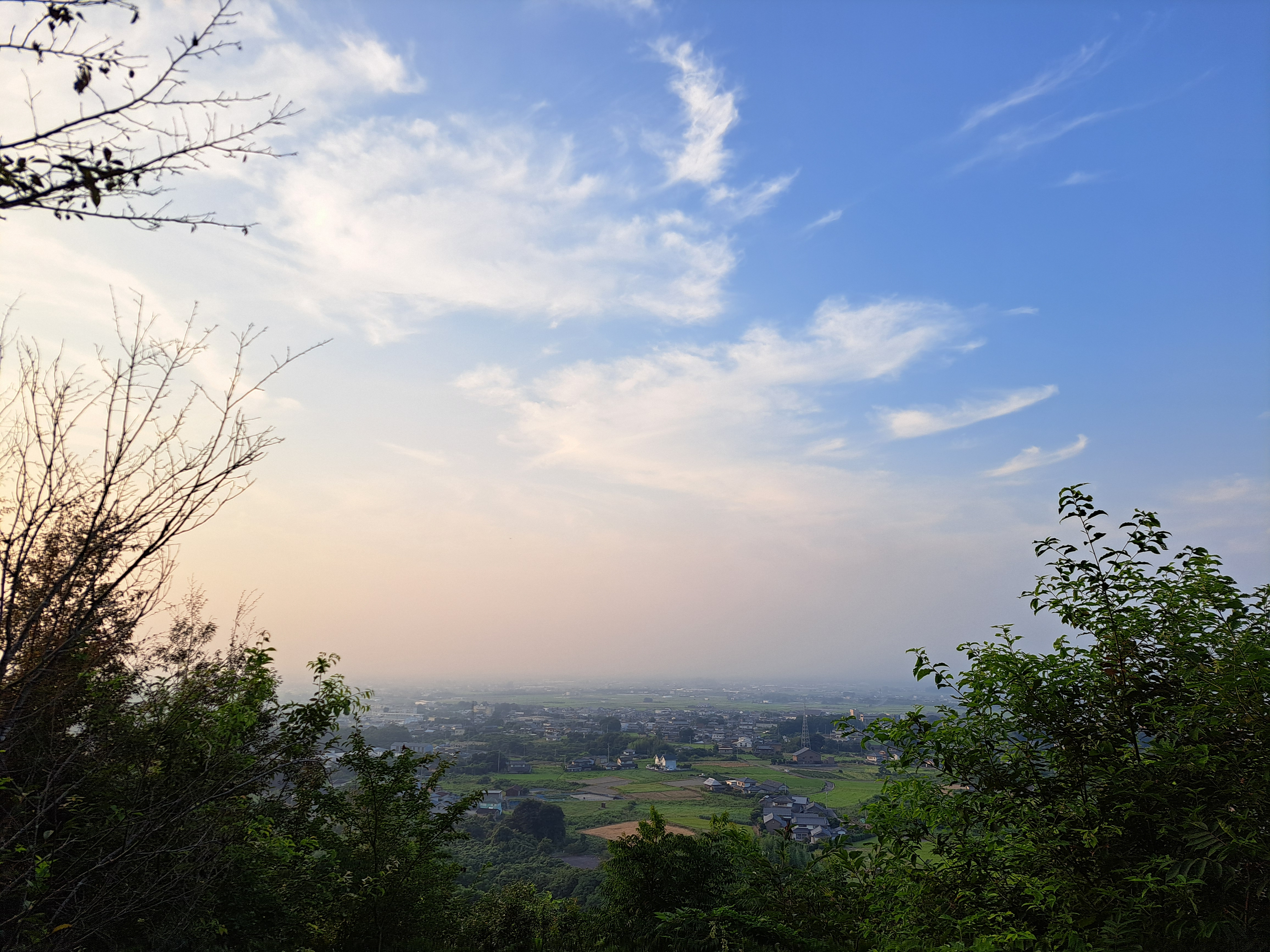
台山公園から見た上からの景色。上板町全体が一望できる。

台山公園（だいやまこうえん）は、徳島県上板町にある公園。愛称はふれあいの里台山公園。

## 地理
上板町の北部、讃岐山脈の南側に位置する公園で、標高約100mの頂上からは吉野川流域をはじめ、大川原高原や高越山を一望できる。また、山頂付近はかつて台山城址があり、桜の名所としても知られている。
2016年には上板町観光物産協会が技の館を起点に台山公園までのウォーキングコースを整備した。

## 交通
- 高松自動車道「板野インターチェンジ」より車で約40分。
- 徳島自動車道「土成インターチェンジ」より車で約40分。